# 5년
5년은 전한-원시가 있는 년이다.

## 연호
- 전한(前漢) 원시(元始) 5년

## 기년
- 전한(前漢) 평Ợ제(平帝) 5년
- 신라(新羅) 남해 차차웅(南解次次雄) 2년
- 고구려(高句麗) 유리명왕(瑠璃明王) 24년
- 백제(百濟) 온조왕(溫祚王) 23년

## 문화
- 신라에서 시조 박혁거세의 묘가 건설되다.

## 같이 보기
- 로마 건국 원년